# بهترین‌های لس آنجلس
بهترین‌های لس آنجلس (به انگلیسی: L.A.'s Finest) یک مجموعه تلویزیونی جنایی و کمدی اکشن آمریکایی است که توسط برندون مارگولیس و براندون سونیر ساخته شده‌است. و توسط کمپانی سونی پیکچرز تله‌ویژن تهیه شده‌است. این فرانچایز پسران بد محسوب می‌شود، که توسط جورج گالو ساخته شده‌است. این سریال در ۱۳ مه ۲۰۱۹ پخش شد. فصل دوم در ۹ سپتامبر ۲۰۲۰ برای اولین بار پخش شد. فصل اول این سریال در ۲۱ سپتامبر ۲۰۲۰ پخش تلویزیونی آمریکایی خود را از فاکس انجام داد. در اکتبر ۲۰۲۰، سریال پس از دو فصل لغو شد.

## داستان
این سریال اسپین‌آفی از فیلم "پسران بد" است و دربارهٔ مأمور مبارزه با مواد مخدر "سیدنی برنت" می‌باشد. سریال با کاراکتر "گابریله یونیون" در فیلم "پسران بد ۲" یعنی "سیدنی برنت" آغاز می‌شود که به لس‌آنجلس نقل مکان می‌کند. سیدنی مشکلات زندگی‌اش در میامی را ترک می‌کند و به امید شروعی دوباره به کالیفرنیای جنوبیِ آفتابی می‌رود. او به نیروی پلیس لس‌آنجلس می‌پیوندد و در آن جا با "نانسی مک‌کناً که کارآگاه و مادری شاغل است همکار می‌شود...